# Moulin Rouge Hotel
Moulin Rouge Hotel – w przeszłości hotel i kasyno, działający w Las Vegas, w amerykańskim stanie Nevada, wyróżniony w amerykańskim rejestrze miejsc o znaczeniu historycznym.
Moulin Rouge był pierwszym hotelem/kasynem w Stanach Zjednoczonych, który nie uznawał segregacji rasowej. Dlatego też cieszył się popularnością wśród czarnoskórych artystów, którzy zatrzymywali się w Moulin Rouge, występując jednocześnie w innych obiektach na terenie miasta.

## Historia
Moulin Rouge został otwarty 24 maja 1955 roku, a koszt jego budowy wyniósł 3.5 miliony dolarów. Stanowił on wtedy pierwszy zintegrowany rasowo hotel/kasyno, który powstał na terenie Stanów Zjednoczonych. Do tamtego momentu większość kasyn w Las Vegas zakazywała wstępu na teren obiektu osobom czarnoskórym, chyba że mieli tam występować lub pracować. 
W skład Moulin Rouge wchodził hotel ze 110 pokojami, wystawny showroom, basen, restauracje, kawiarnia oraz bar, wybudowany przy wykorzystaniu kosztownego, polerowanego drewna.
Moulin Rouge inspirowany był kulturą Paryża; w obiekcie istniały liczne odniesienia do tego miasta:
- Wieża Eiffla widoczna była w logo obiektu, a także na żetonach do gry w kasynie,
- szefem kuchni największej hotelowej restauracji był Francuz,
- personel ochrony miał stroje szyte na wzór uniformów Legii Cudzoziemskiej,
- w showroomie obiektu wystawiana były rewia Tropi-Can-Can, inspirowana kankanem.

### Geneza
Pomysł na obiekt zrodził się w głowie Willa Maxa Schwartza, który dostrzegał potrzebę budowy zintegrowanego hotelu. Will, wraz ze swoimi białymi współinwestorami – Louisem Rubinem, właścicielem Chandler's Restaurant w Nowym Jorku, i Alexandrem Bisno, agentem nieruchomości z Kalifornii, a także czarnoskórym bokserem Joe Louisem, wybudowali, a następnie otworzyli Moulin Rouge przy West Bonanza Road. Lokacja ta również nie była przypadkowa, jako że znajdowała się na pograniczu tej części the Strip, którą zamieszkiwali przede wszystkim biali Amerykanie, a wschodnią stroną miasta, gdzie dominowali Afroamerykanie.

### Projekt
Kompleks składał się z dwóch budynków, mieszczących hotel, kasyno i teatr, utrzymanych w stylu modernistycznym, czerpiąc z architektury Googie. Na ścianie zewnętrznej obiektu znajdował się duży napis z nazwą hotelu, a także malowidła przedstawiające tańczących ludzi i luksusowe samochody. Znak ten zaprojektowany został przez Betty Willis – autorkę słynnego znaku powitalnego Welcome to Fabulous Las Vegas.

## Rozrywka i funkcjonowanie obiektu
Moulin Rouge był ściśle zintegrowany na każdym poziomie działalności, od pracowników, przez artystów, po zarządców hotelu. Obiektem kierowały między innymi osobistości związane ze światem sportu, rozrywki i biznesu. Moulin Rouge zakontraktował między innymi reżyserów i producentów Clarence'a Robinsona i Benny'ego Cartera, którzy mieli odpowiadać za zapewnienie gościom rozrywki na najwyższym poziomie. Robinson wybrany został na to stanowisko ze względu na 35–letnie doświadczenie w branży artystycznej, a także fakt, iż reżyserował on spektakle w oryginalnym, paryskim Moulin Rouge.
W Moulin Rouge występowali słynni Afroamerykanie, a wśród nich między innymi Sammy Davis Jr., Nat King Cole, Pearl Bailey oraz Louis Armstrong, którzy dotychczas nie mogli mieszkać ani grać w innych obiektach przy the Strip. Poza nimi, w Moulin Rouge koncertowali również George Burns, Jack Benny i Frank Sinatra.
Moulin Rouge zdobił 20 czerwca 1955 roku okładkę magazynu Life, dzięki fotografii dwóch showgirls, występujących na co dzień w obiekcie. 

## Zakończenie działalności
W listopadzie 1955 roku, zaledwie kilka miesięcy od otwarcia, Moulin Rouge zakończył działalność, a w grudniu 1955 roku kasyno ogłosiło bankructwo.

### Ruch na rzecz praw człowieka
Krótka, lecz barwna działalność Moulin Rouge wsparła ruch na rzecz praw człowieka w Las Vegas. Przez pewien okres właścicielką obiektu pozostawała pierwsza Afroamerykanka, która zdobyła licencję na gry hazardowe w stanie Nevada – Sarann Knight-Preddy. Wiele osób, które pracowały w hotelu, a także goście, którym podobało się jego działanie, zostało aktywistami oraz entuzjastami ruchów na rzecz praw Afroamerykanów. Moulin Rouge zapoczątkował również kres segregacji rasowej w Las Vegas.
W 1960 roku, pod groźbą marszu protestacyjnego wzdłuż Las Vegas Strip przeciwko dyskryminacji rasowej w kasynach Las Vegas, ówczesny gubernator Grant Sawyer zorganizował spotkanie pomiędzy właścicielami hoteli, przedstawicielami miasta i stanu, liderami lokalnych ruchów wolnościowych, a także prezydentem NAACP, Jamesem McMillanem. Spotkanie odbyło się 26 marca w zamkniętym już Moulin Rouge. Rezultatem dyskusji była umowa o desegregacji wszystkich kasyn, działających przy the Strip.
W 1992 roku Moulin Rouge wpisany został w narodowy rejestr National Register of Historic Places, stając się symbolem walki o prawa Afroamerykanów, a także pomnikiem dla rasistowskiej przeszłości Las Vegas.

## Lata po zamknięciu
Mimo że Moulin Rouge pozostawał zamknięty przez kilka dekad, istniało wiele planów przebudowy i ponownego otwarcia obiektu. Jednak 29 maja 2003 roku w Moulin Rouge wybuchł pożar, który niemal doszczętnie strawił cały kompleks. Zniszczenia nie objęły fasady i charakterystycznego napisu z nazwą hotelu. W 2004 roku, w pobliżu Moulin Rouge aresztowano mężczyznę, który następnie skazany został na cztery lata więzienia, przyznawszy się do swojego wkładu w wybuch pożaru.
W styczniu 2004 roku Moulin Rouge został sprzedany za 12.1 milionów dolarów Moulin Rouge Development Corporation. Wraz z tą transakcją, do obiektu przywrócony został stylizowany znak neonowy "Moulin Rouge". Korporacja ogłosiła również plan renowacji budynków wart 200 milionów dolarów, jednak nie został on nigdy zrealizowany.
6 maja 2009 roku w obiekcie wybuchł trzeci pożar w ciągu ostatnich czterech lat, powodując znaczne zniszczenia w lobby budynku hotelowego. Pożar nie dotarł jednak do oryginalnej ściany zewnętrznej, z symbolicznym napisem Moulin Rouge. Zamiast tego, znak został usunięty z budynku i przeniesiony do muzeum Neon Museum. Dzień wcześniej obiekt wystawiony był na aukcji w wyniku procesu egzekucyjnego, jednak ostatecznie nie znalazł nowego nabywcy.
W czerwcu 2010 roku Las Vegas Historic Preservation Commission wyraziła zgodę na rozbiórkę pozostałości budynków Moulin Rouge, jako że istniały silne obawy o bezpieczeństwo ich struktur.